# نوری کیلیگیل
نوری کیلیگیل (به انگلیسی: Nuri Killigil)، همچنین معروف به نوری پاشا (۱۸۸۹–۱۹۴۹) یک ژنرال عثمانی در ارتش عثمانی بود. او برادر ناتنی وزیر جنگ عثمانی، انور پاشا بود.